# Evropská národní fronta
Evropská Národní fronta (FNE) (anglicky: European National Front) byla evropská politická strana, která sdružovala evropské krajně pravicové politické strany.

## Struktura
FNE byla vedená generálním tajemníkem, kterým byl Ital Roberto Fiore (Forza Nuova).
Politická rada FNE definovala taktiku a strategii FNE. Potvrzovala rovněž žádosti o členství.

## Členské strany

### Členové
| Strana                                                                          | Zkratka | Země původu |
| ------------------------------------------------------------------------------- | ------- | ----------- |
| Nationaldemokratische Partei Deutschlands (Národně demokratická strana Německa) | NPD     | Německo     |
| Forza Nuova (Nová síla)                                                         | FN      | Itálie      |
| Narodowe Odrodzenie Polski (Národní obrození Polska)                            | NOP     | Polsko      |
| Noua Dreaptă (Nová pravice)                                                     | ND      | Rumunsko    |
| Democracia Nacional (Národní demokracie)                                        | DN      | Španělsko   |
| Chrysi Avgi (Zlatý úsvit)                                                       | XA      | Řecko       |

### Přidružení členové
| Strana                                             | Zkratka | Země původu |
| -------------------------------------------------- | ------- | ----------- |
| Bulharská národní unie                             | BNU     | Bulharsko   |
| Národní strana obnovy (Partido Nacional Renovador) | PNR     | Portugalsko |